# Henri Deutsch de la Meurthe

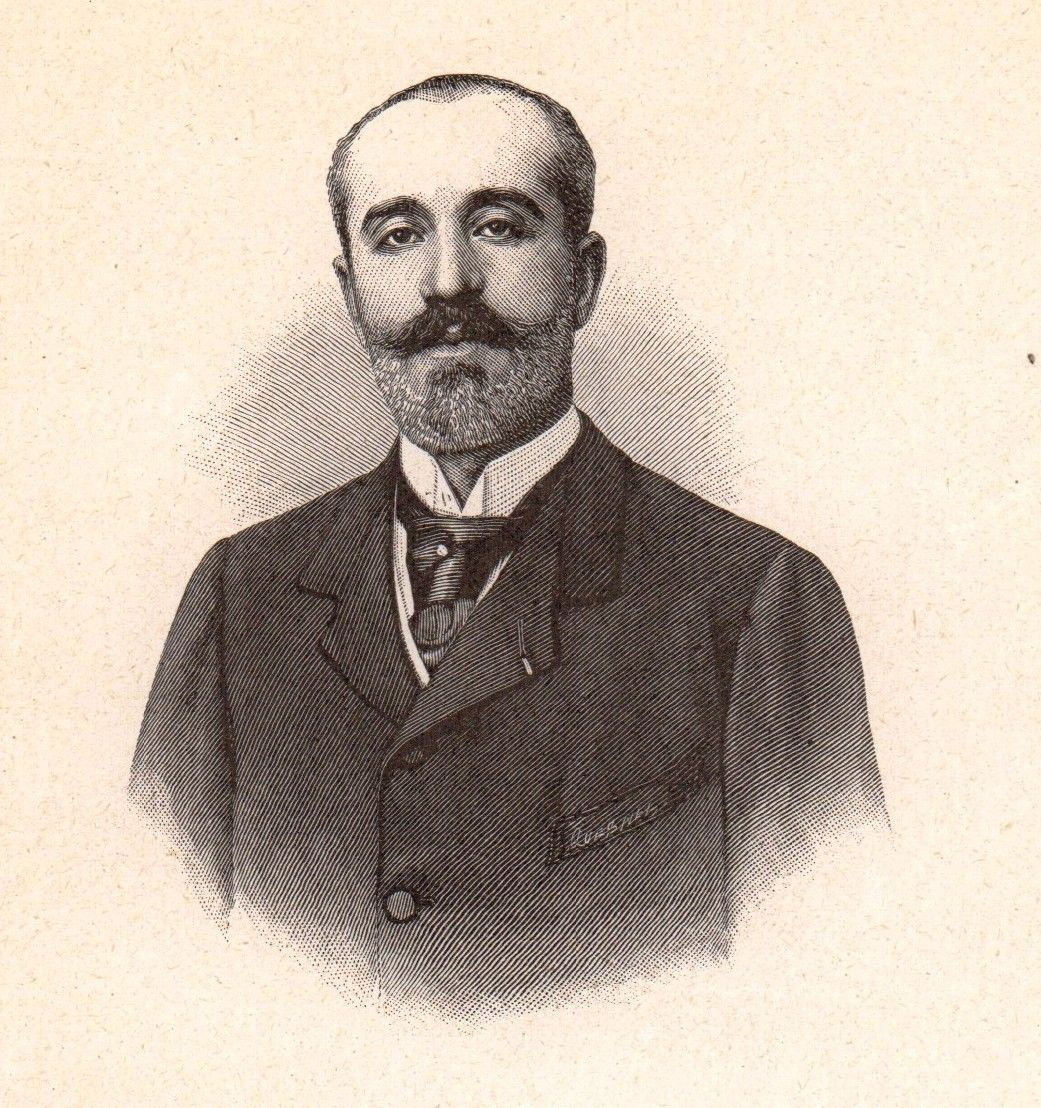
Henri Deutsch de la Meurthe (hacia 1903)

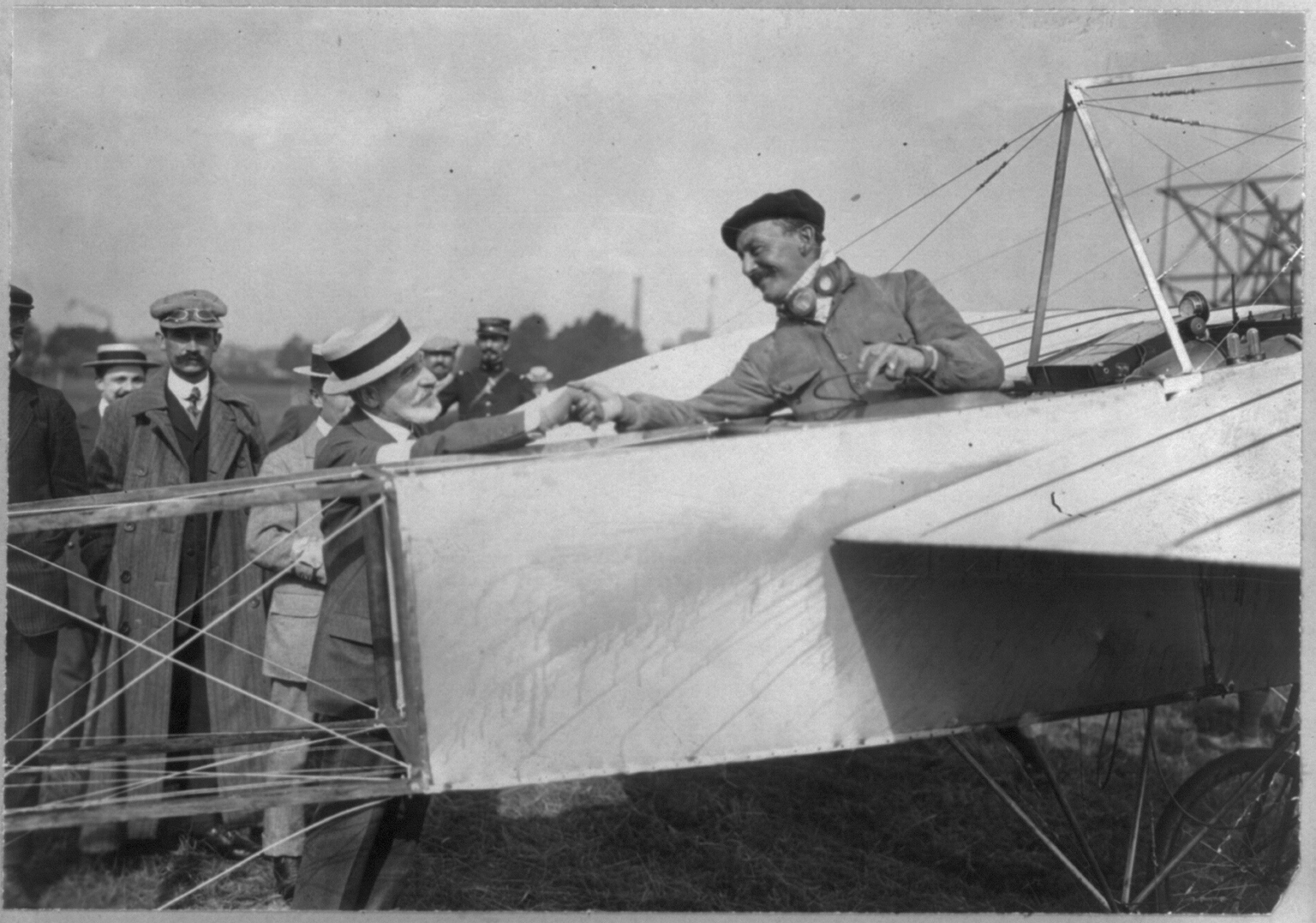
Alfred Leblanc en su avión, siendo felicitado por Deutsch de la Meurthe, en Nancy, Francia después del Circuit de l'Est d'Aviation

Henri Deutsch de la Meurthe (25 de septiembre de 1846 - 24 de noviembre de 1919) fue un magnate del petróleo francés (conocido como el "Rey del petróleo de Europa"), apasionado aficionado de los primeros tiempos de la aviación. Patrocinó numerosos premios para promocionar el desarrollo tecnológico de la aviación, incluyendo el Grand Prix d'Aviation y el Premio Deutsch de la Meurthe. Como compositor, es el autor de la ópera de 1911 Icare.

## Biografía
Los Deutsch de la Meurthe eran una familia francesa conocida por su riqueza y por su activo patrocinio tecnológico y filantrópico, habiendo contribuido a desarrollar la industria de los aceites industriales en Francia. En 1845 Alexander Deutsch fundó una compañía para el procesamiento y comercialización de aceites vegetales en La Villette, entonces una comuna independiente de París. Con el descubrimiento de petróleo en Pensilvania en 1859, Deutsch comenzó a estudiar y a desarrollar el uso de los derivados del petróleo en Francia. En 1877 incorporó a sus dos hijos, Henri y Emile, al negocio familiar. Adquirió una refinería en Rouen en 1881 y otra en St. Loubès, en Gironda en 1883. En asociación con los hermanos Rothschild, inició el refinado de crudo en España en 1889. En esta época, Alexander añadió el "de la Meurthe" al nombre familiar.

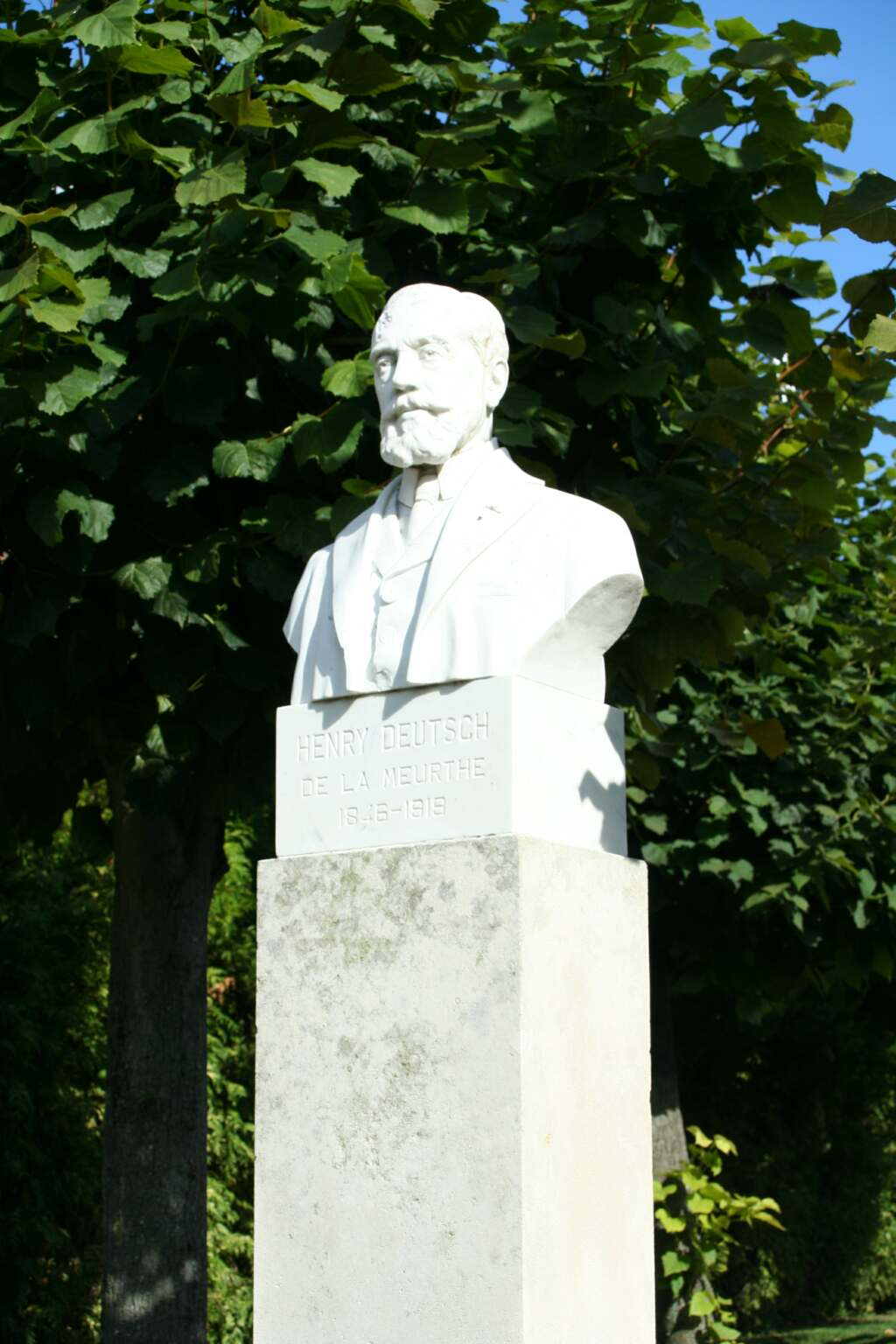
Busto de Henry Deutsch de la Meurthe en Ecquevilly-Yvelines (Francia)

Henri comprendió que el futuro de las ventas del petróleo dependería del desarrollo de motores de combustión interna pequeños, y promovió el desarrollo del automóvil (presentó públicamente al Presidente de la República Francesa, Marie François Sadi Carnot en un automóvil) y también se interesó por la aviación. Junto con Ernest Archdeacon fundó el Aéro-Club de Francia para promover las nuevas tecnologías. Con este fin, utilizó parte de sus propios recursos para crear numerosos premios en metálico como incentivo para los aviadores, encaminados a la consecución de hitos en la seguridad de la aviación.
En 1906 Henri formó una sociedad con Wilbur Wright y Hart Berg para establecer una compañía en Francia con el objeto de suministrar aeronaves Wright al gobierno francés. Deutsch financió la aventura comprando el único bloque de participaciones vendido en Francia, y utilizó su influencia con el gobierno francés. Aun así, el negocio fue un fracaso.
Apoyó a Lazare Weiller, quien compró las patentes de los hermanos Wright y organizó vuelos de demostración pilotados por Wilbur Wright en Le Mans (8 de agosto de 1908). Deutsch de la Meurthe también invirtió en fabricantes de aeronaves como la Société Astra (1909) y Nieuport et Deplante (1911), y encargó la construcción de aeronaves, incluyendo el Blériot XXIV Limousine y el Voisin Icare Aero-Yacht.
A finales de mayo de 1909, Henri Deutsch de la Meurthe ofreció a la Universidad de París una suma de 500.000 francos y una dotación anual de 15.000 francos para la creación y mantenimiento del Institute Aérotechnique en Saint-Cyr-l'École, que continuaría la investigación teórica y el desarrollo de aeronaves de transporte aéreo. Posteriormente fue integrado en el Conservatoire National des Arts et Métiers.
A pesar de ser un promotor entusiasta del vuelo de aeronaves más pesadas que el aire, De la Meurthe no hizo su primer vuelo en un avión hasta mayo de 1911, cuando voló en un Blériot monoplano pilotado por Alfred Leblanc.
El 21 de mayo de 1911, Deutsch resultó herido y el ministro de Guerra Maurice Berteaux muerto, cuando un monoplano Train se desplomó sobre los espectadores en el inicio de la Carrera aérea París-Madrid (1911).
Henri Deutsch de la Meurthe fue nombrado Comendador de la Legión de Honor el 20 de noviembre de 1912.

## Premios

### Premio Deutsch de la Meurthe
En abril de 1900, Henri ofreció el Premio Deutsch de la Meurthe, también conocido simplemente como Premio Deutsch, dotado con 100.000 francs a la primera máquina capaz de realizar un vuelo de ida y vuelta entre el Parc Saint Cloud y la Torre Eiffel Torre en París, en menos de treinta minutos. El ganador del premio necesitaría mantener una velocidad media de al menos 22 kilómetros por hora (13,7 mph) km/h para cubrir la distancia de los 11 kilómetros del recorrido en el tiempo estipulado. El premio estaría vigente del 1 de mayo de 1900 al 1 de octubre de 1903.
Para ganar el premio, Alberto Santos-Dumont decidió construir el Santos-Dumont N° 5, un dirigible más grande que su primera aeronave. El 8 de agosto de 1901, durante uno de sus intentos, el dirigible empezó a perder hidrógeno y fue descendiendo hasta que fue incapaz de superar el tejado del Hotel Trocadero. Tras la colisión, Santos-Dumont quedó colgando en la barquilla del dirigible en un costado del hotel. Con la ayuda de la brigada de bomberos de París logró alcanzar ileso la cubierta del edificio.
El 19 de octubre de 1901, después de varios intentos y pruebas, Santos-Dumont lanzó su dirigible Número 6 a las 2:30 p. m.. Después de solo nueve minutos de vuelo, Santos-Dumont ya había rodeado la Torre Eiffel, pero entonces sufrió un fallo del motor. Para ponerlo en marca de nuevo, tuvo que subir al bastidor de la góndola sin un arnés de seguridad. El intento culminó con éxito, y cruzó la línea de llegada en 29 minutos y 30 segundos. Aun así, hubo un cierto retraso hasta que se pudo comprobar su paso por la línea de llegada, y el comité arbitral le denegó inicialmente el premio, a pesar de que De la Meurthe, que estaba presente, se declaró satisfecho. Esto causó una protesta pública de las multitudes que presenciaron el vuelo, así como comentarios en la prensa. Para evitar la polémica, se llegó a una solución de compromiso, y Santos-Dumont recibió el premio. En un gesto altruista, donó la mitad del premio a su equipo y la otra mitad a los pobres de París.

### Grand Prix d'Aviation
En 1904, Deutsch de la Meurthe, en colaboración con Ernest Archdeacon, creó el Grand Prix d'Aviation (también conocido como el Premio Deutsch-Archdeacon), un premio de 50.000 francos para la primera persona capaz de volar en un recorrido circular de 1 kilómetro en una aeronave más pesada que el aire. Fue ganado el 13 de enero de 1908 por Henry Farman volando en un Voisin biplano en Issy-les-Moulineaux en un tiempo de 1 minuto y 28 segundos, una distancia y un registro de velocidad que no había sido oficialmente registrado desde los vuelos de los Hermanos Wright.

### Copa Deutsch de la Meurthe
Esta carrera de velocidad se celebró intermitentemente en el período 1912-1936, con un premio de 20.000 francos ofrecido por Deutsch, y más tarde por el Aéro-Club de Francia.